# Emir de Qatar
L'emir de l'Estat de Qatar (àrab: أمیر دولة قطر, amīr Dawlat Qaṭar) és el monarca i el cap d'estat de Qatar. També és el comandant en cap de les Forces Armades i garant de la Constitució. Ocupa la posició més poderosa del país i té un paper destacat en les relacions exteriors.
Els emirs són membres de la Casa d'Al Thani, els orígens dels quals són als Banu Tamim, una de les tribus més grans de la Península Aràbiga. L'actual governant és Tamim bin Hamad Al Thani, que va succeir l'anterior emir el 25 de juny del 2013.

## Antecedents històrics
Hi ha hagut vuit governants de Qatar, tots ells membres de la família Al Thani. El xeic Mohammed bin Thani és reconegut com el primer governant des de 1851, quan va aconseguir la unió de les tribus del país sota el seu lideratge.
Qatar va passar a formar part de l'Imperi Otomà el 1871, encara que el xeic Mohammed va mantenir el control dels assumptes interns. Després de la victòria del seu exèrcit a la batalla d'Al Wajbah, el març de 1893, el segon governant, el xeic Jassim bin Mohammed Al Thani, va ser reconegut com a fundador de l'Estat de Qatar, encara que va continuar formant part de l'Imperi Otomà fins al juliol de 1913.
Els otomans van mantenir una presència militar a Qatar fins a l'agost de 1915 i el xeic Abdullah bin Jassim Al Thani va signar el Tractat Anglo-Qatarià el 3 novembre 1916. El xeic Abdullah va ser el governant qatarià del 1913 al 1949 i és un dels pocs, inclosa la reina Guillermina I d'Holanda, el mandat de la qual es va prolongar durant les dues guerres mundials (1914-1945). El primer pou petrolífer de Qatar es va perforar l'octubre del 1938 i es va trobar petroli a Dukhan el gener del 1940.
Qatar es va convertir en un estat independent el 3 setembre 1971 i, des d'aleshores, el governant s'anomena «emir» (amir).

## Successió
La Constitució permanent de l'Estat de Qatar, publicada el 2005, dicta que el govern és hereditari i es limita als descendents de Hamad bin Khalifa Al Thani. L'ordre de successió a Qatar es determina mitjançant nomenaments dins la Casa d'Al Thani.
L'antic emir de Qatar, el xeic Hamad bin Khalifa Al Thani (àrab: الشيخ حمد بن خليفة آل ثاني, ax-xayẖ Ḥamad ibn Ḫalīfa Āl Ṯānī), va nomenar el seu quart fill, el xeic Tamim bin Hamad Al Thani (àrab: الشيخ تميم بن حمد آل ثاني, ax-xayẖ Tamīm ibn Ḥamad Āl Ṯānī) el 5 d'agost del 2003, després que el seu fill gran, el xeic Jassim bin Hamad bin Khalifa Al-Thani (que va ocupar el càrrec entre 1996 i 2003) renunciés als seus drets al tron a favor del xeic Tamim.

## Carrera
El xeic Tamim bin Hamad Al Thani va ser nomenat subtinent de les Forces Armades de Qatar en graduar-se a Sandhurst. Es va convertir en l'hereu del tron de Qatar el 5 d'agost del 2003, quan el seu germà gran, el xeic Jassim, va renunciar al títol. Des de llavors es va preparar per assumir el govern, treballant en alts càrrecs de seguretat i economia. El 5 agost 2003, va ser nomenat comandant en cap adjunt de les forces armades de Qatar. El xeic Tamim va promoure l'esport com a part de l'aposta de Qatar per elevar el perfil internacional. El 2005 va fundar l'empresa Oryx Qatar Sports Investments, propietària del Paris Saint-Germain FC, entre altres inversions.

## Llista de governants
| Nom (Sobrenom)                                                     | Vida                                                        | Inici de regnat  | Fi de regnat                | Observacions                                                                                            | Família  | Imatge                                |
| ------------------------------------------------------------------ | ----------------------------------------------------------- | ---------------- | --------------------------- | --- | -------- | ------------------------------------- |
| xeic Mohammed bin Thani محمد بن ثاني                               | ca. 1788 – 18 desembre 1878 (als 90 anys)                   | 1851             | 18 desembre 1878            | Fill de Thani bin Mohammed                                                                              | Al Thani |                                       |
| xeic Jassim bin Mohammed Al Thani El Fundador جاسم بن محمد آل ثاني | ca. 1825 – 17 juliol 1913 (als 87–88 anys)                  | 18 desembre 1878 | 17 juliol 1913              | Fill de Mohammed bin Thani                                                                              | Al Thani | Jassim bin Mohammed Al Thani de Qatar |
| xeic Abdullah bin Jassim Al Thani عبد الله بن جاسم آل ثاني         | 1880 – 25 abril 1957 (als 76–77 anys)                       | 17 juliol 1913   | 20 agost 1949 (abdicació)   | Fill de Jassim bin Mohammed Al Thani                                                                    | Al Thani | Abdullah bin Jassim Al Thani de Qatar |
| xeic Ali bin Abdullah Al Thani علي بن عبد الله آل ثاني             | 5 de juny de 1895 – 31 d'agost de 1974 (als 79 anys)        | 20 agost 1949    | 24 octubre 1960 (abdicació) | Fill d'Abdullah bin Jassim Al Thani i Mariam bint Abdullah Al Attiyah                                   | Al Thani |                                       |
| xeic Ahmad bin Ali Al Thani أحمد بن علي آل ثاني                    | 1922 – 25 novembre 1977 (als 54–55 anys)                    | 24 octubre 1960  | 22 febrer 1972 (deposició)  | Fill d'Ali bin Abdullah Al Thani Des del 3 setembre 1971, primer governant amb el títol d'emir (amir).  | Al Thani |                                       |
| xeic Khalifa bin Hamad Al Thani خليفة بن حمد آل ثاني               | 17 de setembre de 1932 – 23 d'octubre de 2016 (als 84 anys) | 22 febrer 1972   | 27 juny 1995 (deposició)    | Net d'Abdullah bin Jassim Al Thani. Fill de Hamad bin Abdullah Al Thani i Aisha bint Khalifa Al Suwaidi | Al Thani |                                       |
| xeic Hamad bin Khalifa Al Thani L'emir pare حمد بن خليفة آل ثاني   | 1 de gener de 1952                                          | 27 juny 1995     | 25 juny 2013 (abdicació)    | Fill de Khalifa bin Hamad Al Thani i Aisha bint Hamad Al Attiyah                                        | Al Thani | Hamad bin Khalifa Al Thani de Qatar   |
| xeic Tamim bin Hamad Al Thani تميم بن حمد آل ثاني                  | 3 de juny de 1980                                           | 25 juny 2013     | actual                      | Fill de Hamad bin Khalifa Al Thani i Moza bint Nasser                                                   | Al Thani | Tamim bin Hamad Al Thani de Qatar     |